# Estação Patronato
A Estação Patronato é uma das estações do Metrô de Santiago, situada em Santiago, entre a Estação Cerro Blanco e a Estação Puente Cal y Canto. Faz parte da Linha 2.
Foi inaugurada em 08 de setembro de 2004. Localiza-se no cruzamento da Avenida Recoleta com a Rua Santa Filomena. Atende a comuna de Recoleta.